# Arquitetura neobarroca
A arquitetura neobarroca é uma corrente que se desenvolveu a partir da segunda metade do século XIX, paralelamente à neo-renascentista, retomando algumas características da arquitetura barroca.

## Características e obras paradigmáticas
O Neobarroco não levou a uma recuperação plena, no sentido da arquitetura revivalista, da linguagem de artistas como Gian Lorenzo Bernini, Francesco Borromini e Guarino Guarini. Isto fica evidente na Opera House de Paris, considerada a expressão máxima desta corrente..
Foi projetado por Charles Garnier e construído entre 1861 e 1875 como parte do vasto planeamento urbano administrado por Barão Haussmann sob o império de Napoleão III. O teatro, embora remeta à renascentista italiana, apresenta um interior sumptuoso, fortemente articulado no sentido plástico (especialmente no foyer principal), tanto que no complexo a volumetria também emerge no perfil externo.
Consequentemente, definir o teatro parisiense como neobarroco só é correto se o adjetivo for entendido no sentido de deslumbrante, grandioso e redundante, mas é impróprio se isso implicar a busca por elementos tipicamente barrocos.
Outro exemplo significativo é o Palácio da Justiça de Bruxelas, construído segundo um projeto de Joseph Poelaert a partir de 1866 e descrito pelos críticos como "a obra neobarroca mais pomposa e sobrecarregada do século XIX"..
Também merecem destaque a Opera House de Dresden (1878, com influências da arquitetura neo-renascentista, o Bode-Museum de Berlim (concluído em 1904), o Ashton Memorial em Lancaster (1907-1909) e o Palácio de Christiansborg em Copenhaga (primeira metade do século XX).
Na Itália, onde o estilo se enquadra no estilo Umbertino, é correto lembrar o Palácio da Justiça de Roma (atual sede da Suprema Corte de Cassação), projetada por Guglielmo Calderini por volta de 1884, para a qual convergem algumas reminiscências da Ópera de Garnier. Outro exemplo é o sede da Universidade Federico II de Nápoles, de Pierpaolo Quaglia e Guglielmo Melisurgo (1897  -1908).

## Galeria de imagens

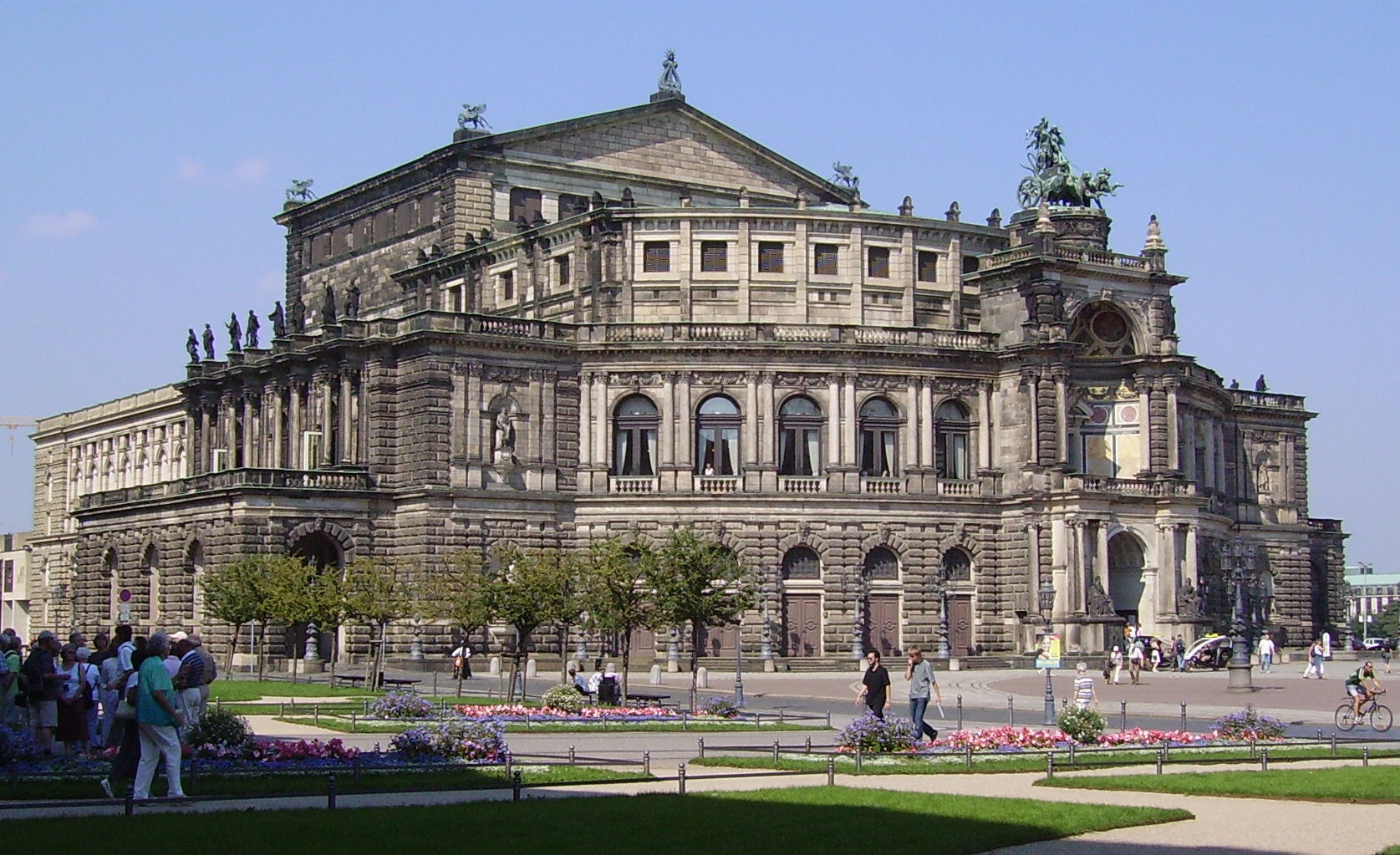
Teatro da Ópera, Dresda
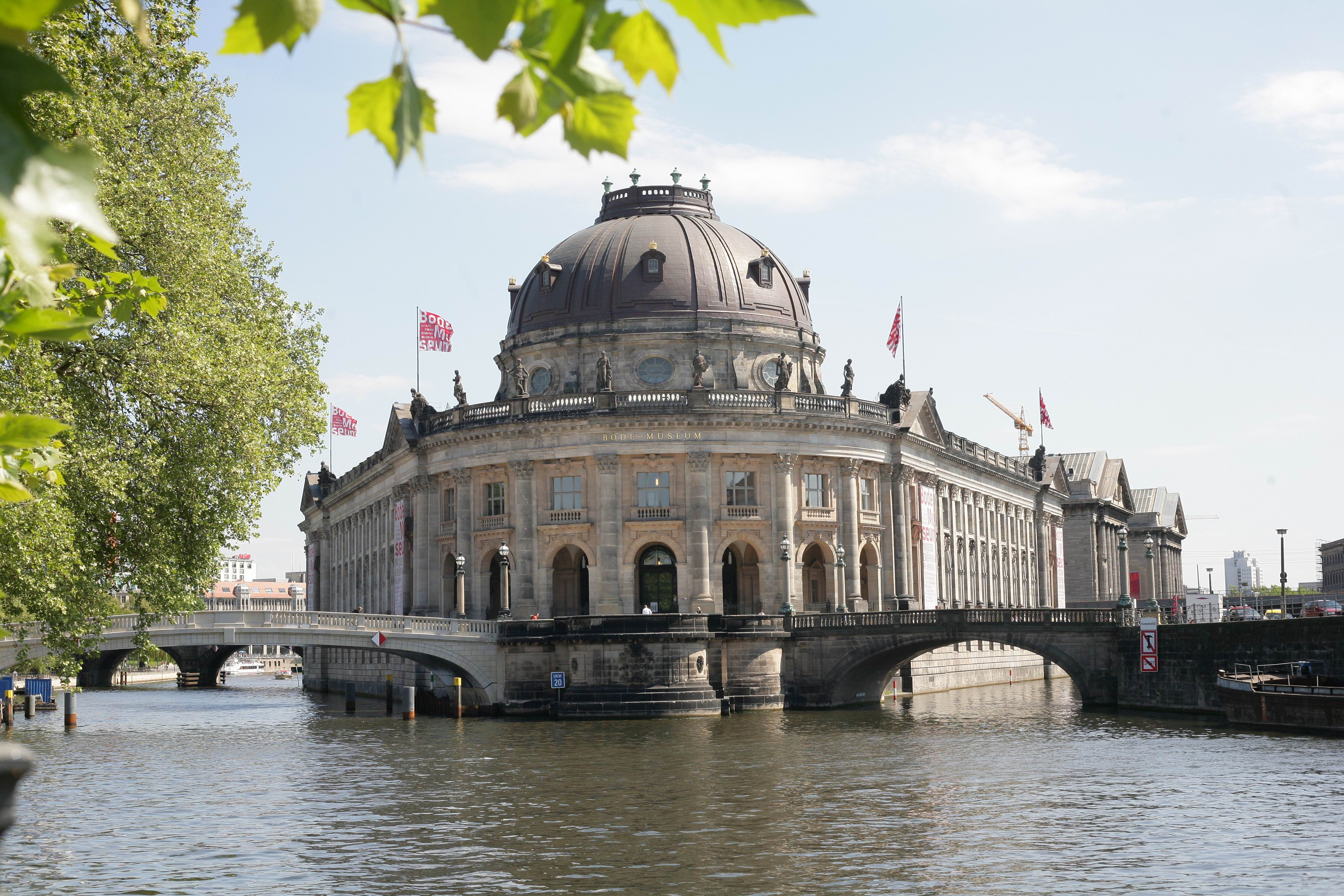
Bode-Museum, Berlim
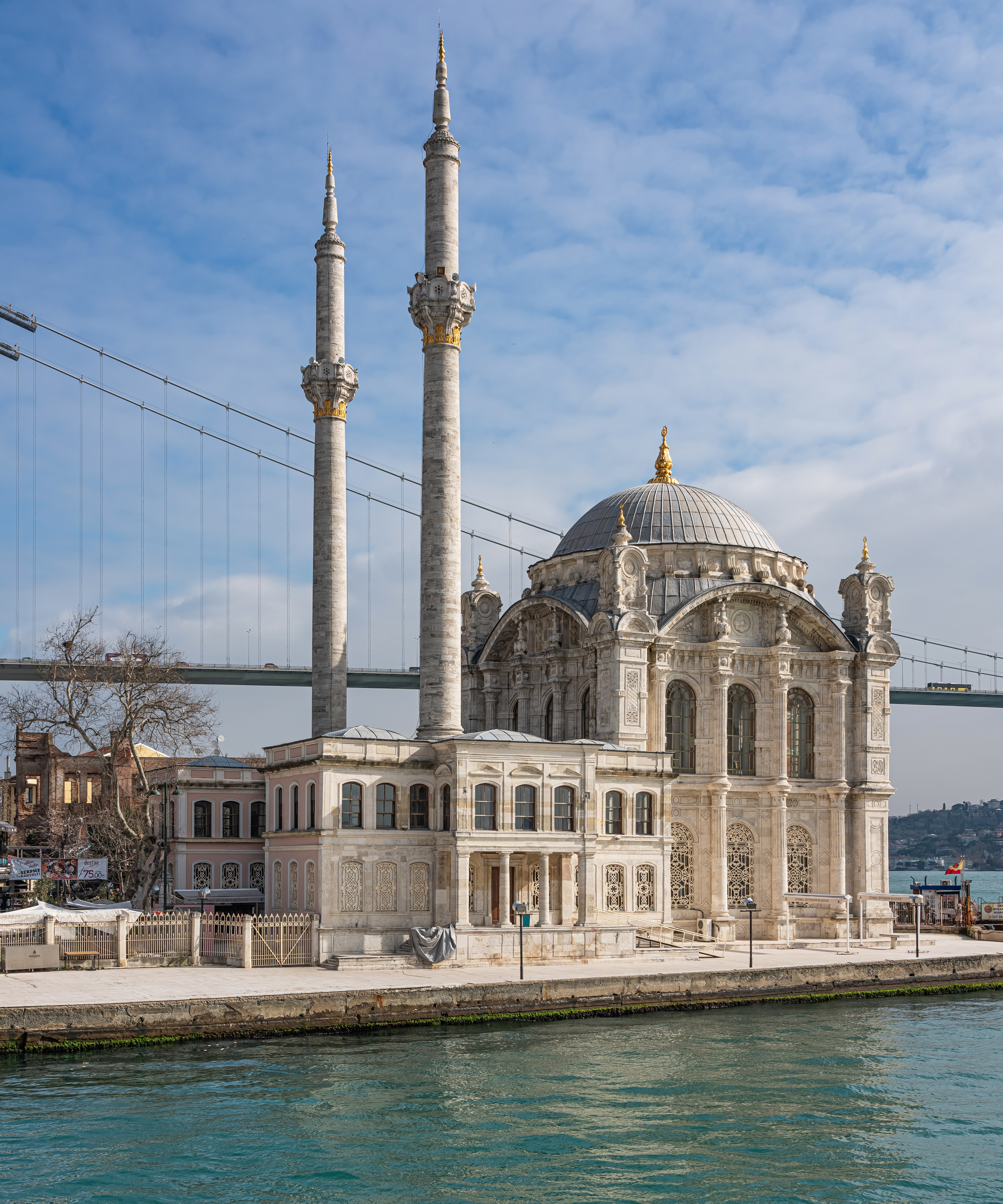
Mesquita de Ortaköy, Istambul
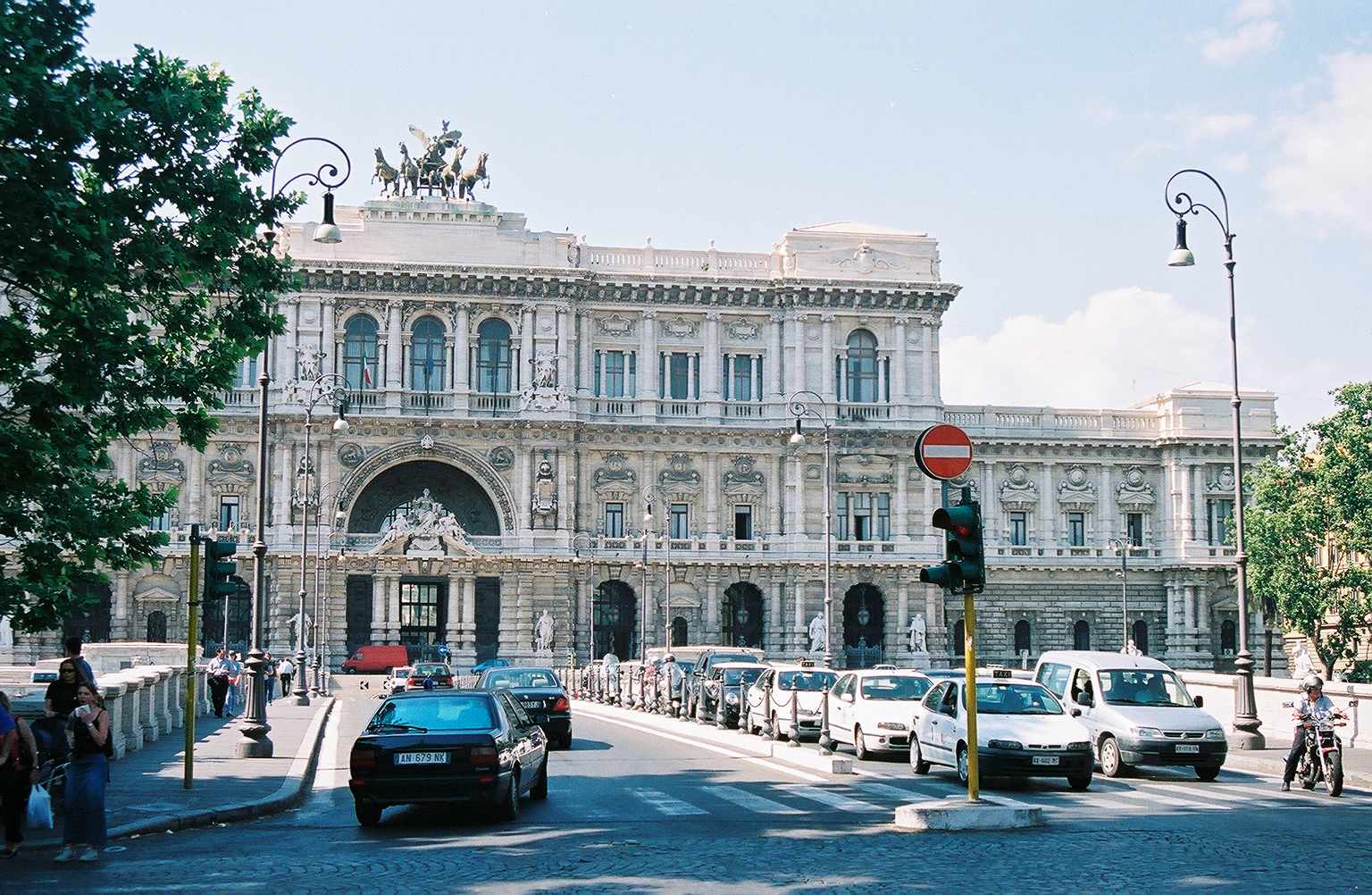
Palácio da Justiça, Roma
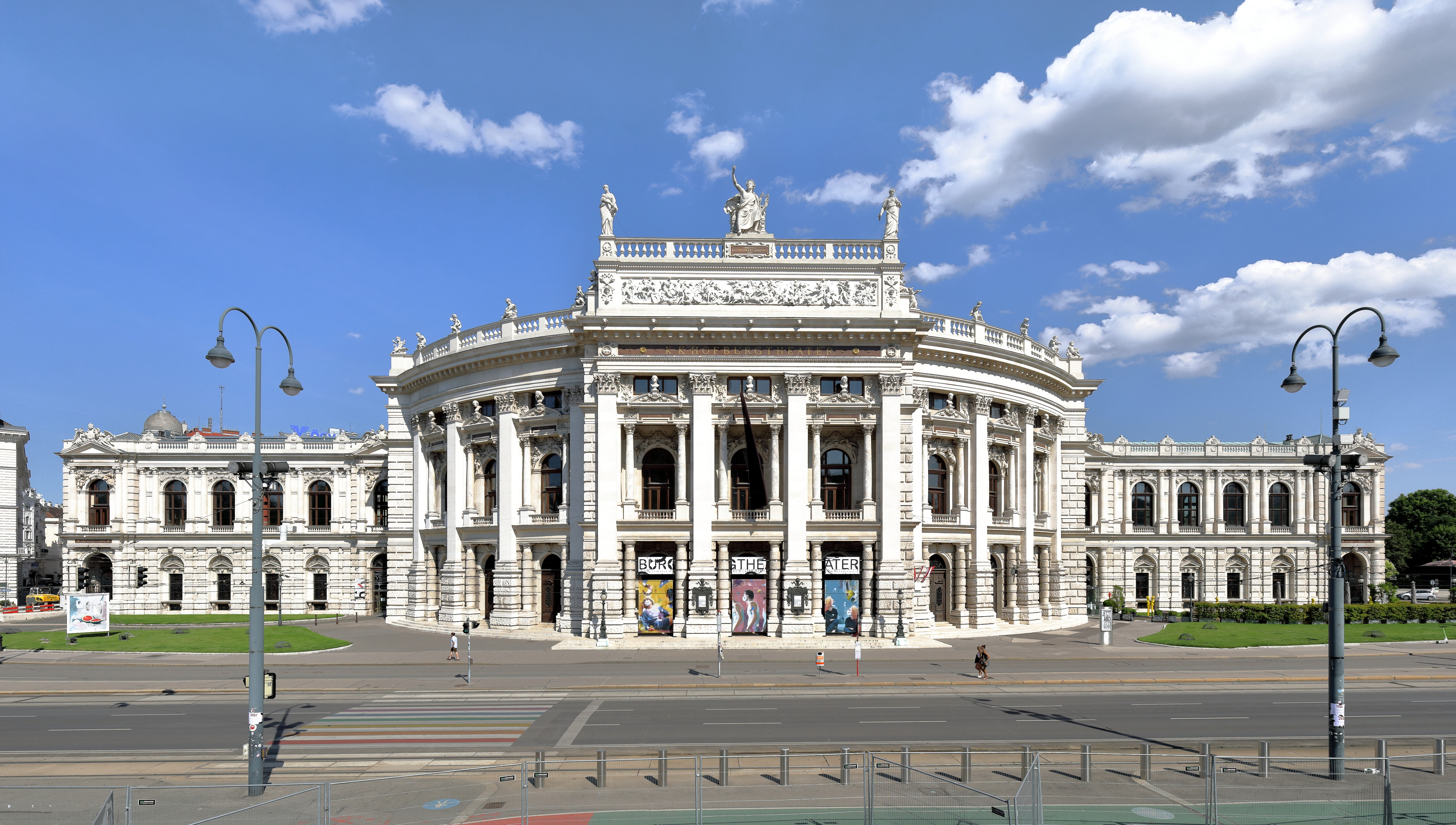
Burgtheater, Viena
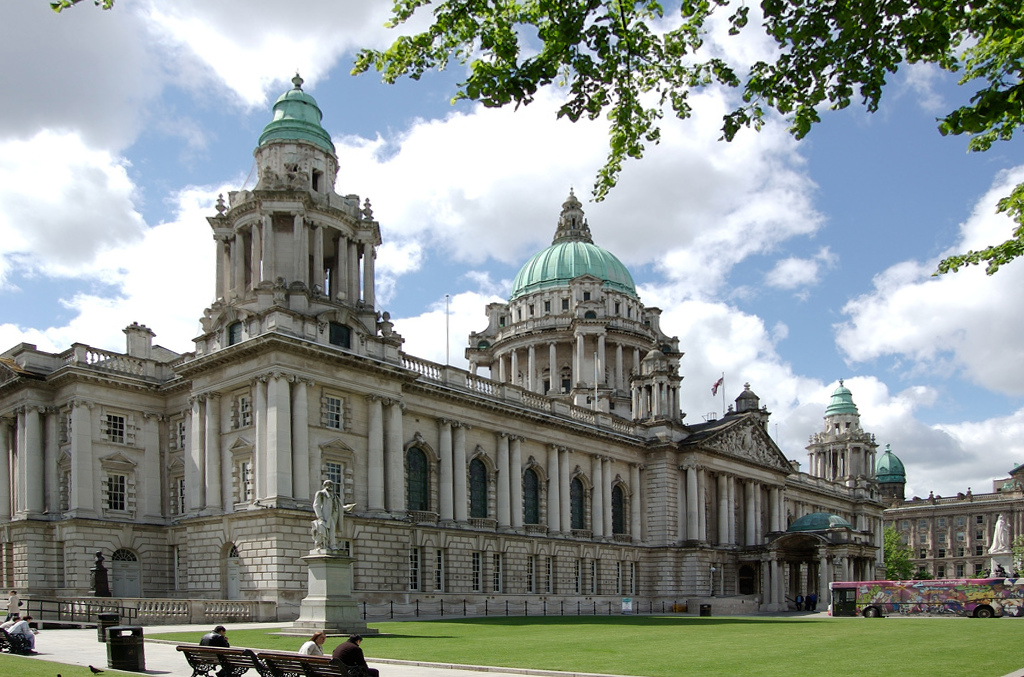
Município de Belfast
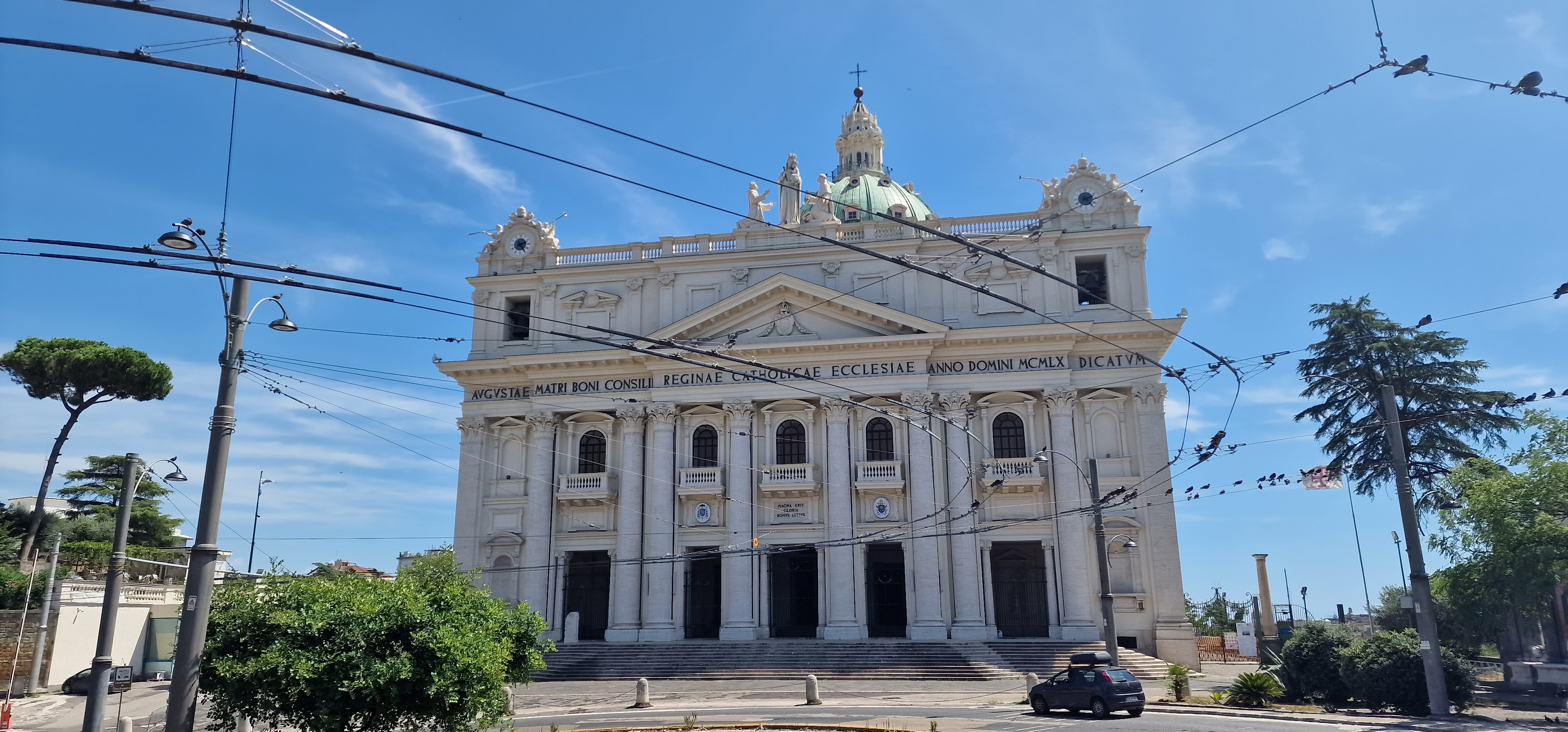
Basílica dell'Incoronata Madre del Buon Consiglio, Nápoles
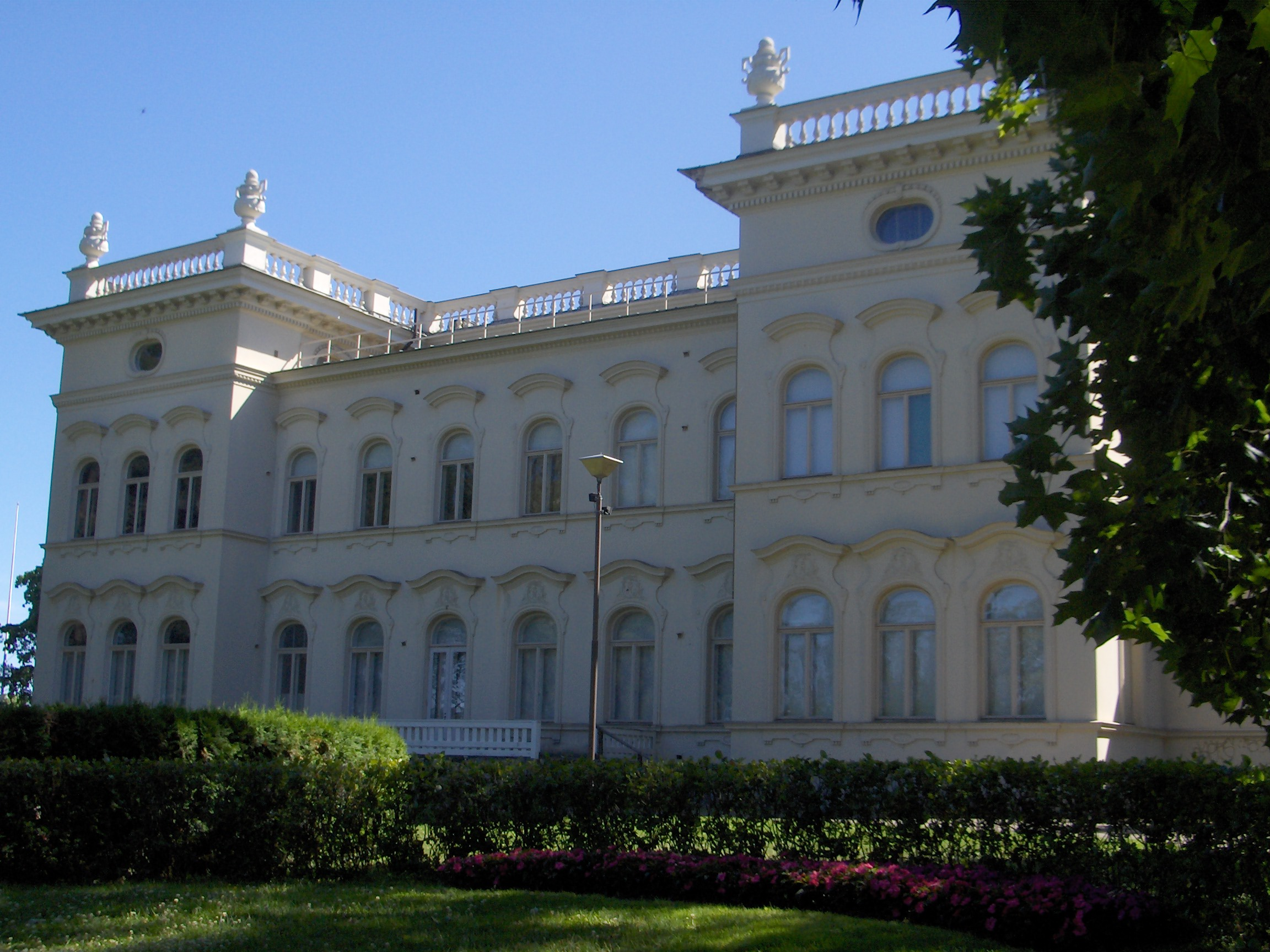
Palácio Milavida, Tampere
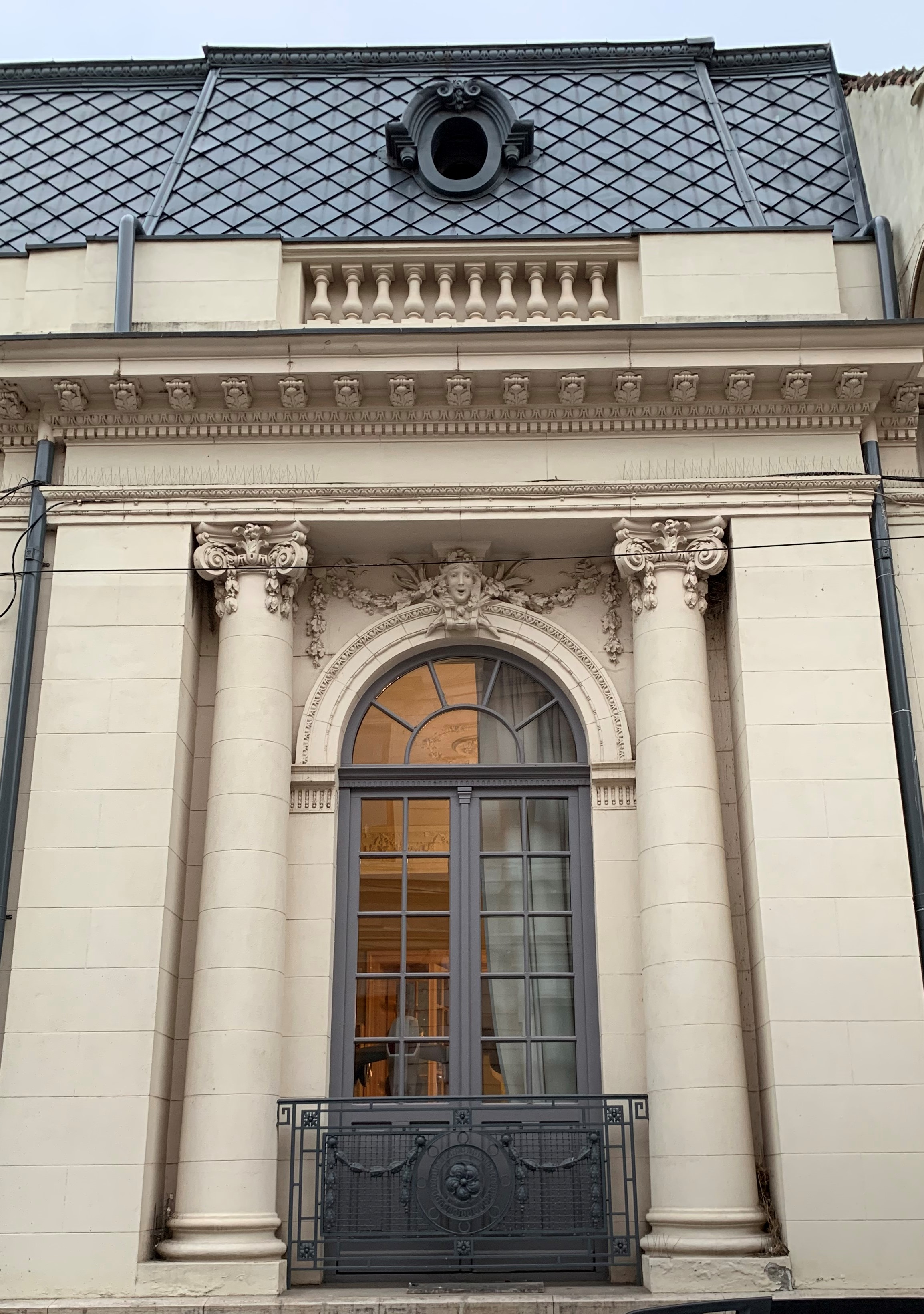
Janela de uma pequena vila, Bucareste
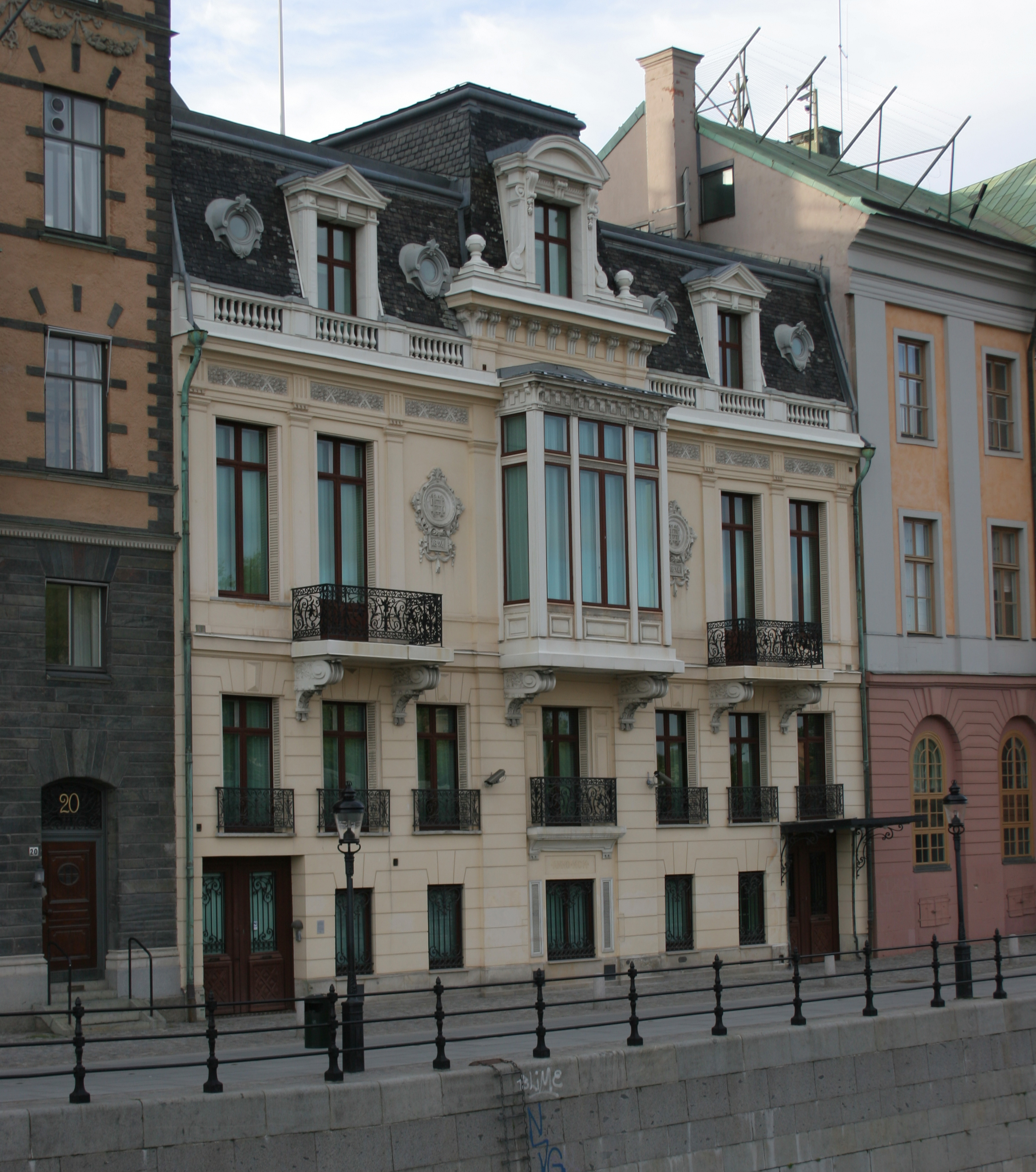
Casa Sager, Estocolmo

## Itens Relacionados
- Arquitetura oitocentista
- Arquitetura barroca
- Ecletismo
- Estilo Umbertino